# Rosario Crocetta
Rosario Crocetta (Gela, 8 de fevereiro de 1951) é um político italiano, presidente da região autônoma da Sicília entre 2012 e 2017. Foi também prefeito de sua cidade natal de 2002 a 2009.